# منتخب بلغاريا للكريكت
منتخب بلغاريا للكريكت هو ممثل بلغاريا الرسمي في المنافسات الدولية في الكريكت
.